# ثيودور انجلبرخت
ثيودور انجلبرخت (و. 1813 – 1892 م) هو طبيب، وأستاذ جامعي ألماني، توفي في براونشفايغ، عن عمر يناهز 79 عاماً.

## التعليم
تعلم في جامعة غوتينغن
.